# Drakes ekvation
Drakes ekvation (eller Drakeekvationen) är en ekvation skapad av radioastronomen Frank Drake år 1961 för att uppskatta antalet högteknologiska civilisationer i Vintergatan vid en given tidpunkt. 
Ekvationen skall inte ses som ett exakt sätt att beräkna antal ställen i Vintergatan där liv finns och som även besitter teknologisk förmåga att kommunicera med exempelvis radiovågor, och därmed även blir upptäckbara av andra ställen med samma förutsättningar (oss själva till exempel). Ekvationen bygger på en rad antaganden om förutsättningarna bakom uppkomsten av liv i universum generellt, men avser ett resultat N för Vintergatan specifikt. Flera termer i ekvationen är sannolikhetsbaserade antaganden och ekvationen som sådan ses därmed inte som kontroversiell, utan mer som ett underlag för att stimulera debatten kring liv, livets uppkomst och förutsättningar för detta. Kontroverserna eller alltså snarare debatten kring Drakes ekvation gäller därför de ingående termerna och vikten av dessa. Den berömde fysikern och astronomen Carl Sagan kom till exempel att tillbringa en stor del av sitt liv med att diskutera hållbarhetsfrågor och mänsklighetens egen förmåga till överlevnad, på grund av faktorn L i ekvationen.

## Ekvationen
{\displaystyle N=R^{*}\cdot f_{p}\cdot n_{e}\cdot f_{l}\cdot f_{i}\cdot f_{c}\cdot ~L}
- R* = antalet nya stjärnor som bildas i Vintergatan
- fp = andelen av dessa som har planetsystem
- ne = antalet jordlika planeter som finns i genomsnitt i ett planetsystem
- fl = andelen jordlika planeter där liv uppstår
- fi = andelen av dessa där intelligent liv (civilisationer) utvecklas
- fc = andelen civilisationer som utvecklar radioteknologi
- L = den tid som en sådan civilisation ger ifrån sig mätbara radiosignaler ut i universum
- N = antalet utvecklade civilisationer i Vintergatan med vilka radiokommunikation är möjlig